# Anurogryllus arboreus
Anurogryllus arboreus är en insektsart som beskrevs av Walker, T.J. 1973. Anurogryllus arboreus ingår i släktet Anurogryllus och familjen syrsor. Inga underarter finns listade i Catalogue of Life.